# Yurikamome
La linea Nuovo Transito Yurikamome (新交通ゆりかもめ?, Shinkōtsū Yurikamome), formalmente chiamata Linea Waterfront Nuovo Transito Baia di Tokyo (東京臨海新交通臨海線?, Tōkyō Rinkai Shinkōtsū Rinkai-sen) è un people mover automatico in servizio fra Shimbashi e Toyosu a Tokyo, in Giappone, che collega a queste l'isola artificiale di Odaiba. La linea prende il nome dal gabbiano dalla testa nera, uccello molto presente nei pressi della baia di Tokyo.

## Storia
Prima della sua apertura, avvenuta nel 1995, si temeva che la linea Yurikamome fosse destinata a diventare una grande e costosa opera incompiuta. L'isola artificiale di Odaiba, servita dal people mover, era stata progettata e costruita prima del crollo economico della fine degli anni ottanta, in maniera simile all'area di Canary Wharf a Londra, e sembrava non esserci sufficiente domanda per mantenere la linea in attivo. Effettivamente nei primi mesi di esercizio la linea era utilizzata mediamente da 27 000 persone al giorno, un po' meno dei 29 000 previsti, ma ancora lontana dalle 80 000 richieste per creare profitto.
In ogni caso nel 1996 il governo di Tokyo modificò la destinazione d'uso di Odaiba da puramente finanziaria e business a residenziale, e permise anche la nascita di strutture dell'intrattenimento. Tokyo è infatti una città di mare, ma le sue coste erano quasi completamente destinate al settore secondario e ai porti; per questo motivo Odaiba venne promossa come la "Città arcobaleno", e l'isola diede a Tokyo per la prima volta una striscia di mare sfruttabile: nel giro di un anno il traffico giornaliero aumentò a 60 000 persone. A mano a mano che i ristoranti, i centri commerciali, i musei e molte altre attrazioni si insediarono sull'isola, gli utilizzatori della Yurikamome aumentarono. Essa stessa diventò un'attrazione, grazie al passaggio sul Rainbow Bridge e il giro di 270 gradi che i treni compiono per entrare in esso: questo dà alla Yurikamome le caratteristiche di un treno turistico per godere del panorama della città, pur rimanendo di fatto un mezzo di trasporto pubblico. Nonostante infatti i costi elevati del biglietto (da 180 a 370 yen, quasi il doppio di una tradizionale linea di metropolitana di Tokyo), sono molte le persone che utilizzano il sistema.
La linea aprì il 1º novembre 1995 nella sezione fra Shimbashi e Ariake utilizzando una stazione provvisoria a Shimbashi, sostituita da una nuova nel 2001. L'estensione della linea allo stato attuale venne aperta il 27 marzo 2006 fino a Toyosu.
Il 14 aprile 2006 avvenne il primo incidente sulla linea, a causa del cedimento di una parte in metallo che fece distaccare una delle ruote dei convogli. Il treno si fermò presso la stazione di Fune no Kagakukan, e il servizio venne sospeso su tutta la linea, attivando dei bus sostitutivi. Il ripristino completo della linea avvenne il 19 aprile.
Durante il terremoto del 2011 la Yurikamome si fermò per un giorno.

### Futuro
Con oltre 160 000 passeggeri al giorno, la Yurikamome è un people mover di grande profitto, e pagherà i mutui di realizzazione molto prima dei 20 anni previsti inizialmente. Vengono spesso modificati e migliorati gli orari e la frequenza di circolazione dei convogli per rispondere alle esigenze dei sempre più crescenti passeggeri.
In futuro si prevede di estendere la linea da Toyosu a Kachidoki.

## Tecnologia
La Yurikamome è stato il primo sistema completamente automatico di Tokyo, controllato interamente da computer, e quindi senza autisti a bordo. La linea comunque non è la prima di questo genere in Giappone, infatti il Port Liner di Kōbe fu inaugurato nel 1981, 15 anni prima della Yurikamome. La Yurikamome spesso viene erroneamente chiamata "monorotaia", anche se non è questo tipo di trasporto. I treni infatti hanno ruote di gomma e percorrono un percorso in cemento con mura di contenimento ai lati, tipico della tecnologia Crystal Mover.

## Stazioni
I treni fermano in tutte le stazioni. Una particolarità della linea, sono gli annunci relativi alle fermate registrati da famosi seiyū (doppiatori) giapponesi, indicati di seguito nella tabella.
| Num.                                                  | Nome                   | Giapp.           | Distanza interstaz. | Distanza totale | Collegamenti                                                                                      | Posizione | Annunciatore       |
| ----------------------------------------------------- | ---------------------- | ---------------- | ------------------- | --------------- | ------------------------------------------------------------------------------------------------- | --------- | ------------------ |
| U-01                                                  | Shimbashi              | 新橋             | -                   | 0,0             | ■ Linea Keihin-Tōhoku ■ Linea Tōkaidō ■ Linea Yamanote ■ Linea Yokosuka Linea Ginza Linea Asakusa | Minato    | Masumi Asano       |
| U-02                                                  | Shiodome               | 汐留             | 0,4                 | 0,4             | Linea Ōedo                                                                                        | Minato    | Hiro Shimono       |
| U-03                                                  | Takeshiba              | 竹芝             | 1,2                 | 1,6             |                                                                                                   | Minato    | Chiaki Takahashi   |
| U-04                                                  | Hinode                 | 日の出           | 0,6                 | 2,2             |                                                                                                   | Minato    | Yurika Ochiai      |
| U-05                                                  | Shibaura-Futō          | 芝浦ふ頭         | 0,9                 | 3,1             |                                                                                                   | Minato    | Maria Yamamoto     |
| In questo punto il treno attraversa il Rainbow Bridge |                        |                  |                     |                 |                                                                                                   | Minato    |                    |
| U-06                                                  | Odaiba-Kaihinkōen      | お台場海浜公園   | 3,9                 | 7,0             |                                                                                                   | Minato    | Kenichi Suzumura   |
| U-07                                                  | Daiba                  | 台場             | 0,8                 | 7,8             |                                                                                                   | Minato    | Toshiyuki Morikawa |
| U-08                                                  | Fune no Kagakukan      | 船の科学館       | 0,6                 | 8,4             |                                                                                                   | Kōtō      | Motoki Takagi      |
| U-09                                                  | Telecom Center         | テレコムセンター | 0,8                 | 9,2             |                                                                                                   | Kōtō      | Kaori Mizuhashi    |
| U-10                                                  | Aomi                   | 青海             | 1,0                 | 10,2            |                                                                                                   | Kōtō      | Kōsuke Toriumi     |
| U-11                                                  | Kokusai Tenjijō Seimon | 国際展示場正門   | 1,1                 | 11,3            |                                                                                                   | Kōtō      | Mikako Takahashi   |
| U-12                                                  | Ariake                 | 有明             | 0,7                 | 12,0            | ● Linea Rinkai                                                                                    | Kōtō      | Mai Nakahara       |
| U-13                                                  | Ariake Tennis no mori  | 有明テニスの森   | 0,7                 | 12,7            |                                                                                                   | Kōtō      | Chihiro Suzuki     |
| U-14                                                  | Shijō-mae              | 市場前           | 0,8                 | 13,5            |                                                                                                   | Kōtō      | Tatsuhisa Suzuki   |
| U-15                                                  | Shin-Toyosu            | 新豊洲           | 0,5                 | 14,0            |                                                                                                   | Kōtō      | Natsuko Kuwatani   |
| U-16                                                  | Toyosu                 | 豊洲             | 0,7                 | 14,7            | Linea Yūrakuchō                                                                                   | Kōtō      | Sōichirō Hoshi     |

## Materiale rotabile
Attualmente tutti i tipi di rotabili sono composti da 6 elementi.
- Serie 7000 (?-)
- Serie 7200 (?-)
- Serie 7300 (2014-)
- Serie 7500 (2018-)

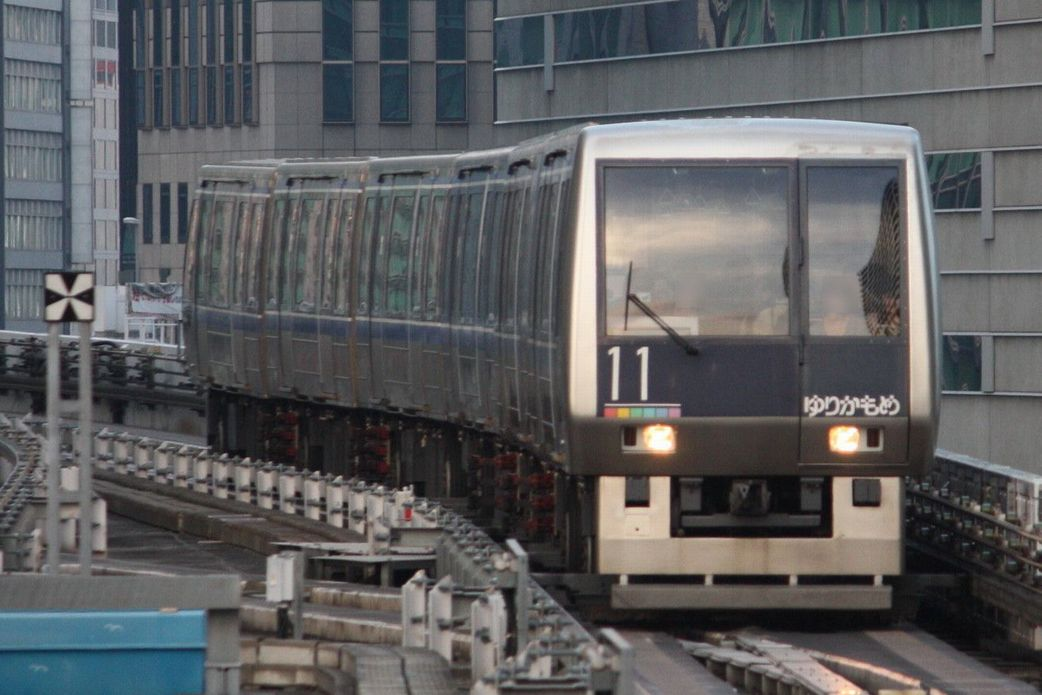
7000
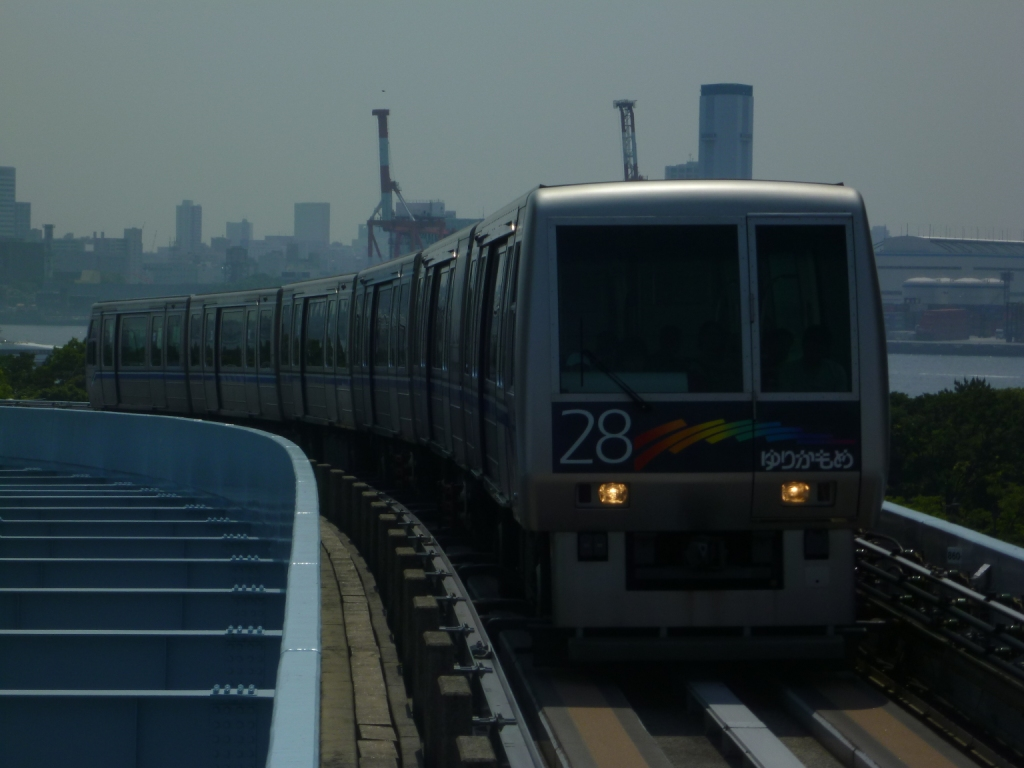
7200
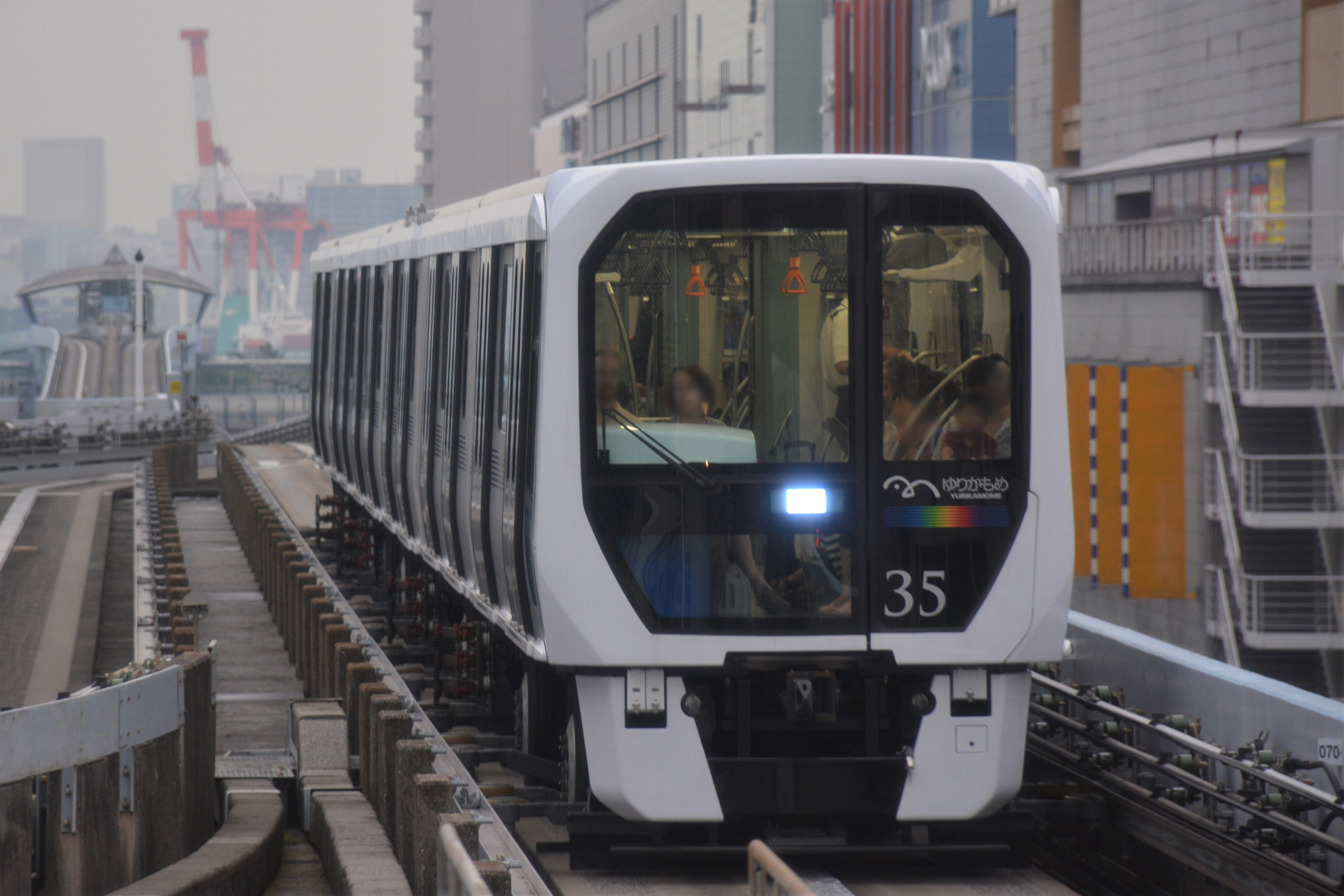
7300
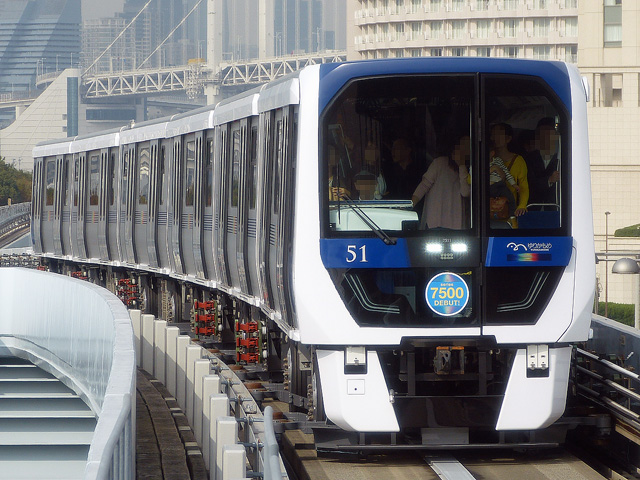
7500